# Gens Castrinia
La gens Castrinia o Castronia fu una gens minore romana della tarda Repubblica.
È conosciuta soprattutto per il suo più importante esponente, Lucio Castrinio Peto, menzionato in una lettera di Marco Celio Rufo a Cicerone nel 51 a.C.. Probabilmente è la stessa persona che ha ottenuto il municipium di Lucca e che Cicerone raccomandò a Bruto nel 46 a.C..